# Copa Libertadores da América de 1969
A Taça Libertadores da América de 1969 foi a décima edição do torneio, vencida pelo Estudiantes, da Argentina, que sagrou-se bicampeão derrotando o Nacional, do Uruguai. A Argentina e o Brasil não inscreveram times nessa edição da competição, por discordarem de aspectos do regulamento do torneio (o Estudiantes apenas participou em virtude de ser o atual campeão da competição). A Taça Brasil, tradicional indicadora dos representantes brasileiros na Libertadores, estava atrasada por problemas com o calendário e a edição de 1968 não acabaria a tempo (só terminaria em 1969, após o início da Libertadores desse ano), e a CBD resolveu indicar pela primeira vez os clubes por meio do Torneio Roberto Gomes Pedrosa. No entanto, os mesmos desistiram.

## Equipes classificadas
| País                        | Equipe                 | Cidade      | Classificação                                  | Títulos              | Participação |
| --------------------------- | ---------------------- | ----------- | ---------------------------------------------- | -------------------- | ------------ |
| Argentina · (atual campeão) | Estudiantes            | La Plata    | Campeão da Copa Libertadores                   | 1 (1968)             | 2ª           |
| Bolívia · (2 vagas)         | Bolívar                | La Paz      | Campeão do Campeonato Boliviano de 1968        | 0 (não possui)       | 2ª           |
| Bolívia · (2 vagas)         | Litoral                | Cochabamba  | Vice-campeão do Campeonato Boliviano de 1968   | 0 (não possui)       | 1ª           |
| Chile · (2 vagas)           | Santiago Wanderers     | Santiago    | Campeão do Campeonato Chileno de 1968          | 0 (não possui)       | 1ª           |
| Chile · (2 vagas)           | Universidad Católica   | Santiago    | Vice-campeão do Campeonato Chileno de 1968     | 0 (não possui)       | 5ª           |
| Colômbia · (2 vagas)        | Unión Magdalena        | Santa Marta | Campeão do Campeonato Colombiano de 1968       | 0 (não possui)       | 1ª           |
| Colômbia · (2 vagas)        | Deportivo Cali         | Cali        | Vice-campeão do Campeonato Colombiano de 1968  | 0 (não possui)       | 2ª           |
| Equador · (2 vagas)         | Deportivo Quito        | Quito       | Campeão do Campeonato Equatoriano de 1968      | 0 (não possui)       | 2ª           |
| Equador · (2 vagas)         | Barcelona de Guayaquil | Guayaquil   | Vice-campeão do Campeonato Equatoriano de 1968 | 0 (não possui)       | 4ª           |
| Paraguai · (2 vagas)        | Olimpia                | Assunção    | Campeão do Campeonato Paraguaio de 1968        | 0 (não possui)       | 5ª           |
| Paraguai · (2 vagas)        | Cerro Porteño          | Assunção    | Vice-campeão do Campeonato Paraguaio de 1968   | 0 (não possui)       | 4ª           |
| Peru · (2 vagas)            | Sporting Cristal       | Lima        | Campeão do Campeonato Peruano de 1968          | 0 (não possui)       | 3ª           |
| Peru · (2 vagas)            | Juan Aurich            | Chiclayo    | Vice-campeão do Campeonato Peruano de 1968     | 0 (não possui)       | 1ª           |
| Uruguai · (2 vagas)         | Peñarol                | Montevidéu  | Campeão do Campeonato Uruguaio de 1968         | 3 (1960, 1961, 1966) | 9ª           |
| Uruguai · (2 vagas)         | Nacional               | Montevidéu  | Vice-campeão do Campeonato Uruguaio de 1968    | 0 (não possui)       | 6ª           |
| Venezuela · (2 vagas)       | Unión Canarias         | Caracas     | Campeão do Campeonato Venezuelano de 1968      | 0 (não possui)       | 1ª           |
| Venezuela · (2 vagas)       | Deportivo Italia       | Caracas     | Vice-campeão do Campeonato Venezuelano de 1968 | 0 (não possui)       | 4ª           |

## Fase de grupos

### Grupo 1
| Equipe           | Pts | J | V | E | D | GP | GC | SG |
| ---------------- | --- | - | - | - | - | -- | -- | -- |
| Deportivo Cali   | 8   | 6 | 3 | 2 | 1 | 12 | 6  | +6 |
| Deportivo Italia | 7   | 6 | 3 | 1 | 2 | 7  | 8  | -1 |
| Unión Magdalena  | 5   | 6 | 2 | 1 | 3 | 7  | 8  | -1 |
| Unión Canarias   | 4   | 6 | 1 | 2 | 3 | 3  | 7  | -4 |

|                  | DCA | DCN | DIT | UMA |
| ---------------- | --- | --- | --- | --- |
| Deportivo Cali   | –   | 2-0 | 3-0 | 3-1 |
| Unión Canarias   | 1-1 | –   | 1–1 | 1-0 |
| Deportivo Italia | 2-1 | 2-0 | –   | 2-0 |
| Unión Magdalena  | 2-2 | 1–0 | 3-0 | –   |

### Grupo 2
| Equipe               | Pts | J | V | E | D | GP | GC | SG |
| -------------------- | --- | - | - | - | - | -- | -- | -- |
| Universidad Católica | 6   | 6 | 3 | 0 | 3 | 12 | 13 | -1 |
| Santiago Wanderers   | 6   | 6 | 3 | 0 | 3 | 13 | 10 | +3 |
| Sporting Cristal     | 6   | 6 | 2 | 2 | 2 | 11 | 11 | 0  |
| Juan Aurich          | 6   | 6 | 2 | 2 | 2 | 13 | 15 | -2 |

|                      | JAU | SWA | SCR | UCA |
| -------------------- | --- | --- | --- | --- |
| Juan Aurich          | –   | 3-1 | 2-2 | 2-4 |
| Santiago Wanderers   | 4-1 | –   | 2-0 | 2-3 |
| Sporting Cristal     | 3-3 | 2-1 | –   | 2-0 |
| Universidad Católica | 1-2 | 1–3 | 3-2 | –   |

| Desempate do grupo |                      |         |                      |          |
| Data               | Partida              | Partida | Partida              | Cidade   |
| 18/03              | Santiago Wanderers   | 1-1     | Sporting Cristal     | Santiago |
| 18/03              | Universidad Católica | 4-1     | Juan Aurich          | Santiago |
| 20/03              | Juan Aurich          | 0-1     | Santiago Wanderers   | Lima     |
| 20/03              | Sporting Cristal     | 1-2     | Universidad Católica | Lima     |

### Grupo 3
| Equipe        | Pts | J | V | E | D | GP | GC | SG  |
| ------------- | --- | - | - | - | - | -- | -- | --- |
| Cerro Porteño | 9   | 6 | 4 | 1 | 1 | 15 | 5  | +10 |
| Olimpia       | 7   | 6 | 3 | 1 | 2 | 12 | 7  | +5  |
| Bolívar       | 7   | 6 | 2 | 3 | 1 | 6  | 8  | -2  |
| Litoral       | 1   | 6 | 0 | 1 | 5 | 1  | 14 | -13 |

|               | BOL | CPO | LIT | OLI |
| ------------- | --- | --- | --- | --- |
| Bolívar       | –   | 2-1 | 1-0 | 1-1 |
| Cerro Porteño | 1-1 | –   | 6-0 | 4-1 |
| Litoral       | 1-1 | 0-1 | –   | 0-3 |
| Olimpia       | 4-0 | 1-2 | 2-0 | –   |

| Jogo Desempate |         |         |         |            |
| Data           | Partida | Partida | Partida | Cidade     |
| 18/03          | Olimpia | 2-1     | Bolívar | Avellaneda |

### Grupo 4
| Equipe                 | Pts | J | V | E | D | GP | GC | SG |
| ---------------------- | --- | - | - | - | - | -- | -- | -- |
| Peñarol                | 9   | 6 | 3 | 3 | 0 | 16 | 8  | +8 |
| Nacional               | 8   | 6 | 2 | 4 | 0 | 10 | 4  | +6 |
| Deportivo Quito        | 5   | 6 | 1 | 3 | 2 | 4  | 10 | -6 |
| Barcelona de Guayaquil | 2   | 6 | 0 | 2 | 4 | 3  | 11 | -8 |

|                        | BSC | DQU | NAC | PEN |
| ---------------------- | --- | --- | --- | --- |
| Barcelona de Guayaquil | –   | 0-0 | 1-1 | 0-2 |
| Deportivo Quito        | 1-0 | –   | 0-0 | 1–1 |
| Nacional               | 2-0 | 4-0 | –   | 2-2 |
| Peñarol                | 5-2 | 5-2 | 1-1 | –   |

## Segunda fase

### Grupo 1
| Equipe               | Pts | J | V | E | D | GP | GC | SG |
| -------------------- | --- | - | - | - | - | -- | -- | -- |
| Universidad Católica | 5   | 4 | 2 | 1 | 1 | 7  | 3  | +4 |
| Cerro Porteño        | 4   | 4 | 1 | 2 | 1 | 1  | 1  | 0  |
| Deportivo Italia     | 3   | 4 | 1 | 1 | 2 | 3  | 7  | -4 |

|                      | CPO | DIT | UCA |
| -------------------- | --- | --- | --- |
| Cerro Porteño        | –   | 1-0 | 0-0 |
| Deportivo Italia     | 0-0 | –   | 3-2 |
| Universidad Católica | 1-0 | 4-0 | –   |

### Grupo 2
| Equipe             | Pts | J | V | E | D | GP | GC | SG |
| ------------------ | --- | - | - | - | - | -- | -- | -- |
| Nacional           | 7   | 4 | 3 | 1 | 0 | 10 | 2  | +8 |
| Deportivo Cali     | 3   | 4 | 1 | 1 | 2 | 9  | 11 | -2 |
| Santiago Wanderers | 2   | 4 | 0 | 2 | 2 | 5  | 11 | -6 |

|                    | DCA | NAC | SWA |
| ------------------ | --- | --- | --- |
| Deportivo Cali     | –   | 1-5 | 5-1 |
| Nacional           | 2-0 | –   | 2-0 |
| Santiago Wanderers | 3-3 | 1-1 | –   |

### Grupo 3
| Time    | Pts | J | V | E | D | GP | GC | SG |
| ------- | --- | - | - | - | - | -- | -- | -- |
| Peñarol | 3   | 2 | 1 | 1 | 0 | 2  | 1  | +1 |
| Olimpia | 1   | 2 | 0 | 1 | 1 | 1  | 2  | -1 |

| Data  | Partida | Partida | Partida | Cidade     |
| ----- | ------- | ------- | ------- | ---------- |
| 30/03 | Peñarol | 1-1     | Olimpia | Montevidéu |
| 07/04 | Olimpia | 0-1     | Peñarol | Assunção   |

## Semi-final

### Chave A
| Time     | Pts | J | V | E | D | GP | GC | SG |
| -------- | --- | - | - | - | - | -- | -- | -- |
| Nacional | 3   | 3 | 1 | 1 | 1 | 2  | 1  | +1 |
| Peñarol  | 3   | 3 | 1 | 1 | 1 | 1  | 2  | -1 |

| Data           | Partida  | Partida | Partida  | Cidade     |
| -------------- | -------- | ------- | -------- | ---------- |
| 26/04          | Nacional | 2-0     | Peñarol  | Montevidéu |
| 30/04          | Peñarol  | 1-0     | Nacional | Montevidéu |
| Jogo Desempate |          |         |          |            |
| 04/05          | Nacional | 0-0     | Peñarol  | Montevidéu |

### Chave B
| Time                 | Pts | J | V | E | D | GP | GC | SG |
| -------------------- | --- | - | - | - | - | -- | -- | -- |
| Estudiantes          | 4   | 2 | 2 | 0 | 0 | 6  | 2  | +4 |
| Universidad Católica | 0   | 2 | 0 | 0 | 2 | 2  | 6  | -4 |

| Data  | Partida              | Partida | Partida              | Cidade   |
| ----- | -------------------- | ------- | -------------------- | -------- |
| 01/05 | Universidad Católica | 1-3     | Estudiantes          | Santiago |
| 07/05 | Estudiantes          | 3-1     | Universidad Católica | La Plata |

## Final

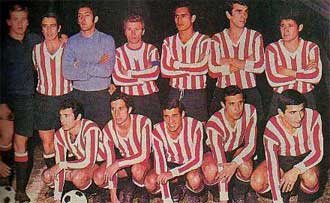
O clube argentino Estudiantes venceu a Copa Libertadores da América de 1969

| Time        | Pts | J | V | E | D | GP | GC | SG |
| ----------- | --- | - | - | - | - | -- | -- | -- |
| Estudiantes | 4   | 2 | 2 | 0 | 0 | 3  | 0  | +3 |
| Nacional    | 0   | 2 | 0 | 0 | 2 | 0  | 3  | -3 |

| Data  | Partida     | Partida | Partida     | Cidade     |
| ----- | ----------- | ------- | ----------- | ---------- |
| 15/05 | Nacional    | 0-1     | Estudiantes | Montevidéu |
| 22/05 | Estudiantes | 2-0     | Nacional    | La Plata   |

| Libertadores 1969               |
| ------------------------------- |
| ESTUDIANTES Campeão (2º título) |